# Stitch Tomorrow
Stitch Tomorrow ist eine 2009 in Tokio gegründete soziale Mikrofinanzorganisation, die beim Jahrestreffen 2010 des Weltwirtschaftsforums in Davos (Schweiz) vorgestellt wurde. Die von den beiden Jugendlichen Carmina Mancenon (eine in Tokio lebende philippinische Staatsbürgerin) und Dinar Thalieb (Indonesien) ins Leben gerufene Initiative versucht einen Beitrag zur Lösung globaler Probleme wie Armut in Südostasien, Klimawandel und mangelnde Bildung zu finden, indem sie unterprivilegierten Jugendlichen und jungen Erwachsenen die Möglichkeit gibt, aus Altkleidung ihre eigene Modelinie zu kreieren.

## Entstehung und Hintergrund
Laut eigenen Angaben prägte Mancenon ihr Umzug vom industrialisierten Japan nach Manila im Alter von sieben Jahren. Die Begegnungen mit philippinischen Straßenkindern führte Jahre später zur Entstehung des Projektes.
In den Philippinen leben rund acht Millionen Fünfzehn- bis Neunzehnjährige, davon mehr als 2,7 Millionen in extremer Armut.

## Vorgangsweise
Auf der im Januar 2010 online gestellten Webseite können registrierte Mitglieder direkt Kontakt mit den südostasiatischen Jugendlichen aufnehmen und individuell Wünsche zur Gestaltung der Kleidung einbringen. Sobald die Arbeiten fertig sind, werden die maßgeschneiderten Stücke über die Organisation gekauft. Laut eigenen Angaben registrierten sich in der ersten Woche rund 1200 Mitglieder. Ein zweites Standbein ist die Einnahme von Sponsorengeldern, durch die Schulen finanziert werden können.